# Шипилова, Наталья Борисовна
Наталья Борисовна Шипилова  (род. 31 декабря 1979 года, Волгоград, СССР) – российская гандболистка, линейная национальной сборной России и клуба «Лада» (Тольятти), заслуженный мастер спорта. Окончила Тольяттинский государственный университет. 

## Карьера
В сборной России — с 2001 года. Чемпионка мира 2005 и 2007 годов. Серебряный призёр Олимпийских игр 2008 года и чемпионата Европы 2006 года. 6-кратная чемпионка России (2002—2007), победительница Лига чемпионов (2008), Кубка кубков (2002), Кубка ЕГФ (2007).
На чемпионате мира 2007 года в одном из матчей получила перелом носа, однако сумела доиграть турнир до конца и добиться победы вместе со сборной.
Карьеру завершила после Олимпиады в Пекине.
По состоянию на 2018 год работала учителем физкультуры в школе.

## Награды и звания
- Заслуженный мастер спорта России
- Медаль ордена «За заслуги перед Отечеством» II степени — За большой вклад в развитие физической культуры и спорта, высокие спортивные достижения на Играх XXIX Олимпиады 2008 года в Пекине (2009)[4]